# Губерт Микола Альбертович
Микола Альбертович Губерт (7 (19) березня 1840, Санкт-Петербург, Російська імперія — 26 вересня (8 жовтня) 1888, Москва, Російська імперія) — російський диригент і педагог.

## Навчання
Закінчив у 1869 році Петербурзьку консерваторію.

## Творчість
З 1869 року працював у Києві, де організував «Безплатні елементарні класи хорового співу» при Київському відділенні РМТ. З хором цих курсів виступав у концертах. Був диригентом Київської та Одеської опери. З 1870-х у Москві.
Серед його учнів — композитор М. С. Кленовський.